# ممثل هزلي
 الممثل الهَزْليّ (بتسكين الزاي)  أو الفنان الكوميدي هو شخص يسعى لتسلية الجمهور عن طريق الضحك ويكون بالعادة من خلال إطلاق النكات أو سرد المواقف المسلية التي حدثت في حياتهم.

## الصفات الشخصية

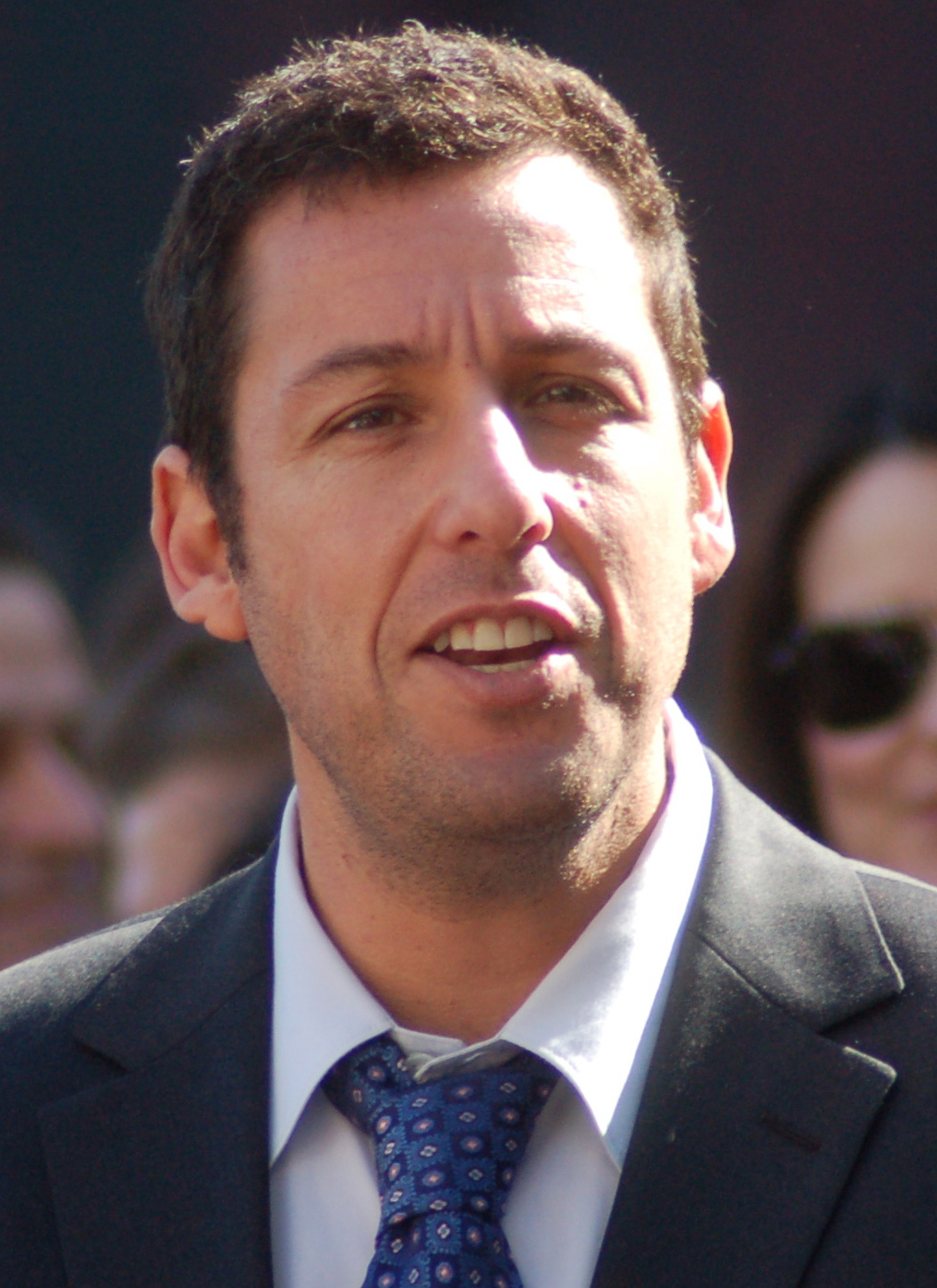
آدم ساندلر في 2011

في يناير عام 2014 أجريت دراسة لمجلة الطب النفسي البريطانية حيث وجد العلماء أن الكوميديين لديهم مستويات عالية من سمات الشخصية الذهانية. في هذه الدراسة قام الباحثون بتحليل 119 كوميدي من أستراليا وبريطانيا والولايات المتحدة.

## تاريخ

### اليونانيون القدماء
يعود تاريخ الكوميديين إلى عام 425 قبل الميلاد ، عندما كتب أريستوفانيس ، مؤلف هزلي وكاتب مسرحي ، مسرحيات كوميدية قديمة. كتب 40 فيلمًا كوميديًا ، اكتشف 11 منها وما زال مكان الباقي مجهول. اتخذ أسلوب أريستوفانيس الكوميدي شكل مسرحيات ساتير . 

### كوميديا شكسبير
كتب الشاعر والكاتب المسرحي الإنجليزي ويليام شكسبير العديد من الأعمال الكوميدية. كوميديا شكسبير هي من النوع التي لها نهاية سعيدة ، وعادة ما تنطوي على المحادثات بين الشخصيات غير المتزوجة ، ونبرة وأسلوب أكثر رقة من مسرحيات شكسبير الأخرى.

### العصر الحديث
تعود جذور الكوميديا الأدائية الأمريكية إلى أربعينيات القرن التاسع عشر من تنسيق العرض المتنوع ثلاثي الفعل لعروض المنشد (عبر عروض الوجه الأسود لشخصية جيم كرو ) ؛ انتقد فريدريك دوغلاس هذه العروض لاستفادتها من العنصرية وإدامتها.   أجرى علماء مونستريلسي مونولوجات الفصل الثاني ، مناجاة كلامية من داخل عروض المنشد حتى عام 1896.   ظهر الموقف الأمريكي أيضًا في مسرح الفودفيل من ثمانينيات القرن التاسع عشر إلى ثلاثينيات القرن العشرين ، مع رسوم هزلية مثل دبليو سي فيلدز وباستر كيتون والإخوة ماركس .
تعود جذور الكوميديا الأدائية البريطانية إلى مسارح قاعة الموسيقى عام 1850 ، حيث قدم تشارلي شابلن ، وستان لوريل ، ودان لينو ،  بإرشاد الممثل الكوميدي والمسرحي فريد كارنو ، الذي طور شكلاً من أشكال الكوميديا بدون حوار في تسعينيات القرن التاسع عشر و كما كان رائدا في الكوميديا التهريجية . 